# Општина Лемнија (Ковасна)
Лемнија (рум. Lemnia) општина је у Румунији у округу Ковасна.
Oпштина се налази на надморској висини од 595 m.